# Hooversville
Hooversville és una població dels Estats Units a l'estat de Pennsilvània. Segons el cens del 2000 tenia 779 habitants.

## Demografia
Segons el cens del 2000, Hooversville tenia 779 habitants, 335 habitatges, i 213 famílies. La densitat de població era de 455,7 habitants per quilòmetre quadrat.
Dels 335 habitatges en un 25,7% hi vivien nens de menys de 18 anys, en un 48,4% hi vivien parelles casades, en un 10,4% dones solteres, i en un 36,4% no eren unitats familiars. En el 33,7% dels habitatges hi vivien persones soles el 17,9% de les quals corresponia a persones de 65 anys o més que vivien soles. El nombre mitjà de persones vivint en cada habitatge era de 2,33 i el nombre mitjà de persones que vivien en cada família era de 2,97.
Per edats la població es repartia de la següent manera: un 23,1% tenia menys de 18 anys, un 5,3% entre 18 i 24, un 28,9% entre 25 i 44, un 23,4% de 45 a 60 i un 19,4% 65 anys o més.
L'edat mediana era de 40 anys. Per cada 100 dones de 18 o més anys hi havia 93,9 homes.
La renda mediana per habitatge era de 27.578 $ i la renda mediana per família de 34.375 $. Els homes tenien una renda mediana de 25.500 $ mentre que les dones 21.597 $. La renda per capita de la població era de 13.298 $. Entorn del 10,1% de les famílies i el 12,8% de la població estaven per davall del llindar de pobresa.

## Poblacions més properes
El següent diagrama mostra les poblacions més properes.